# ブチル基
ブチル基（ブチルき、butyl group）とは、ブタン、あるいはイソブタンから水素が1つ取り除かれた形を持つ1価の基のこと。アルキル基の一種。元のブタンの構造と、取り除かれた水素の位置からいくつかの種類がある。

## n-ブチル基
構造は -CH2CH2CH2CH3 と表される。直鎖状の n-ブタン の末端炭素から水素が除かれたもの。命名法上で単に「ブチル基」とある場合は n-ブチル基を指す。

## sec-ブチル基
構造は -CH(CH3)CH2CH3 と表される。直鎖状の n-ブタン の2位の炭素から水素が除かれたもの。2-ブチルアルコールなど、誘導体の多くはキラリティを持つ。

## イソブチル基
iso-ブチル基。構造は -CH2CH(CH3)2 と表される。枝分かれ状の イソブタン の末端炭素から水素が除かれたもの。

## tert-ブチル基
構造は -C(CH3)3 と表される。枝分かれ状の イソブタン の内部炭素から水素が除かれたもの。立体障害が特徴で、保護基としても用いられる。